# Brachypodosaurus
Brachypodosaurus is een geslacht van uitgestorven plantenetende ornithischische dinosauriërs behorend tot de Thyreophora. Resten van het dier zijn gevonden in India. De identificatie als dinosauriër is omstreden.
In 1934 benoemde en beschreef Dhirendra Kishore Chakravarti, werkzaam bij het Geologisch Museum van de Banaras Hindu-universiteit, de typesoort Brachypodosaurus gravis. De geslachtsnaam is afgeleid van het Oudgriekse βραχύς, brachys, 'kort', and πούς, pous, 'voet'. De soortaanduiding betekent 'zwaar' in het Latijn. Hij was daarmee de eerste Indiër die een dinosauriër benoemde.
Het holotype IM V9 is gevonden op de Chota Simla Hill bij Jabalpur in een laag van de Lametaformatie die dateert uit het Laat-Krijt, Maastrichtien. Volgens Chakravarti bestaat het uit een opperarmbeen.
Het bot is ongeveer drieëndertig centimeter lang. De reden om van een opperarmbeen te spreken is dat er zich een grote kam aan de voorkant lijkt te bevinden die dan de crista deltopectoralis zou zijn. Chakravarti dacht dat het ging om een opperarmbeen van een lid van de Stegosauria. In 1934 werd die naam vaak gebruikt voor alle gepantserde dinosauriërs. Latere onderzoekers hebben erop gewezen dat het bot in ieder geval geen synapomorfieën toont van de Stegosauridae. Dat heeft tot de suggestie geleid dat het misschien een lid van de Ankylosauria zou betreffen, de andere tak van de gepantserde dinosauriërs. Echter, ook van die groep zijn geen eenduidige resten in het Opper-Krijt van India aangetroffen. Meestal duidt men de plaatsing daarom maar aan als Thyreophora incertae sedis en spreekt men van een nomen dubium. In feite lijkt het bot slechts oppervlakkig op een opperarmbeen. Het is sterk afgeplat, heeft ook een kam aan de vermeende achterkant, heeft geen gewrichtsknobbels, is aan beide zijden van de 'kammen' sterk ingesnoerd en toont geen wringing om de lengteas. Het lijkt nog het meest op een schouderblad of zitbeen van een of ander lid van de Plesiosauria. Brachypodosaurus zou dan een voorloper zijn van Dravidosaurus, een andere plesiosauriër uit India die voor een stegosauriër werd aangezien.